# Clay Regazzoni
Pour les articles homonymes, voir Regazzoni.
Clay Regazzoni, né le 5 septembre 1939 à Mendrisio près de Lugano, dans le canton du Tessin en Suisse, et mort le 15 décembre 2006 à Fontevivo, dans la province de Parme en Italie, est un pilote automobile suisse.
Pilote emblématique de la Formule 1 des années 1970, il a disputé 132 Grand Prix et en a remporté 5, dont 4 pour la Scuderia Ferrari, sous les couleurs de laquelle il courut de 1970 à 1972 et de 1974 à 1976, et avec laquelle il fut vice-champion du monde en 1974. Il a également offert à l'équipe Williams son tout premier succès en 1979 à l'occasion du Grand Prix de Grande-Bretagne. Sa carrière en F1 prit fin en 1980 à la suite d'un très grave accident au Grand Prix des États-Unis Ouest sur le circuit urbain de Long Beach en Californie qui le laissa paraplégique.

## Biographie

### Les débuts
Fils de carrossier né dans un pays où la pratique du sport automobile est fortement limitée depuis le drame des 24 Heures du Mans 1955, Gianclaudio Giuseppe Regazzoni dit "Clay" Regazzoni n'est venu que tardivement à la compétition. Ce n'est qu'en 1963 que, poussé par son ami pilote Silvio Moser, Clay fait ses débuts en compétition dans le championnat Suisse de course de côte et en rallyes, seules disciplines autorisées, au volant d'une Austin Healey. Champion de Suisse de courses de côte en 1964, Clay décide de tenter sa chance sur les circuits à partir de 1965. Pour cela il achète une De Tomaso de Formule 3 qu'il inscrit dans diverses épreuves internationales. Puis en 1966, il achète une Brabham F3, sur laquelle, associé à Moser, il remporte sur le Circuit d'Hockenheim le Trophée des Nations. En 1967 Regazzoni est incorporé à l'équipe Tecno des frères Pederzani en Formule 3, d'abord en qualité de pilote payant puis, à partir de 1968, en qualité de pilote officiel. C'est d'ailleurs en s'appuyant sur le pilote suisse que Tecno fait en 1968 ses débuts en Formule 2.
Malgré un matériel perfectible, c'est dans cette discipline que Regazzoni se révèle véritablement sur la scène internationale, son style de pilotage hautement spectaculaire, conséquence de sa tendance à surpiloter pour compenser les défauts de sa monture, faisant le régal des observateurs. En contrepartie, il acquiert une réputation de pilote dangereux. Son implication dans l'accident mortel de Chris Lambert à Zandvoort en 1968 ne fait que conforter cette réputation, même si sa responsabilité dans l'accrochage n'a jamais été démontrée. En 1969 il est recruté par Ferrari pour le projet Dino F2 mais la monoplace est mal conçue et Clay retourne chez Tecno en 1970, où il côtoie François Cevert. Au volant d'une Tecno enfin arrivée à maturité, Regazzoni remporte le championnat d'Europe de Formule 2.

### Premières saisons en Formule 1
Cette même année, parallèlement à sa saison victorieuse en Formule 2, il fait ses débuts en Formule 1 pour le compte de la Scuderia Ferrari. Initialement engagé pour partager le volant de la deuxième voiture avec Ignazio Giunti, il dispute son premier Grand Prix à Zandvoort aux Pays-Bas où il termine quatrième, puis est définitivement titularisé à partir du Grand Prix de Grande-Bretagne qu'il termine à nouveau quatrième. Après une deuxième place en Autriche, il remporte à Monza sa première victoire pour son seulement cinquième Grand Prix. Acquise devant une foule en délire (Clay Regazzoni, tessinois, est considéré comme un Italien par les tifosi), cette victoire qui survient au lendemain de la mort de Jochen Rindt, leader du championnat, permet au pilote suisse de nourrir quelques espoirs pour le titre de champion du monde alors même qu'il a manqué cinq épreuves en début de saison. Malgré deux nouveaux podiums en fin de saison, il doit se contenter de la troisième place du championnat, derrière Rindt et son coéquipier Ickx.
Forte d'une fin de saison 1970 très impressionnante, la Scuderia entame la saison 1971 en position de favorite. Malgré une victoire hors-championnat à la Race of champions, les espoirs de Regazzoni sont rapidement déçus. Après deux saisons médiocres en Formule 1, où il obtient cependant plusieurs succès et places d'honneur en endurance avec la 312 PB, il n'est pas retenu par Ferrari et rejoint BRM pour la saison 1973. Ce choix de carrière s'avère peu judicieux, la glorieuse équipe britannique est alors en train de sombrer. Regazzoni se met tout de même en évidence à l'occasion du Grand Prix d'Argentine, manche d'ouverture de la saison, où il réalise la pole position. Au Grand Prix d'Afrique du Sud, il est pris dans un carambolage lors du deuxième tour de la course et se retrouve prisonnier de sa monoplace en flamme. Il est secouru par Mike Hailwood (Surtees-Ford), qui recevra la George Medal pour cet acte héroïque.

### Chez Ferrari avec Lauda

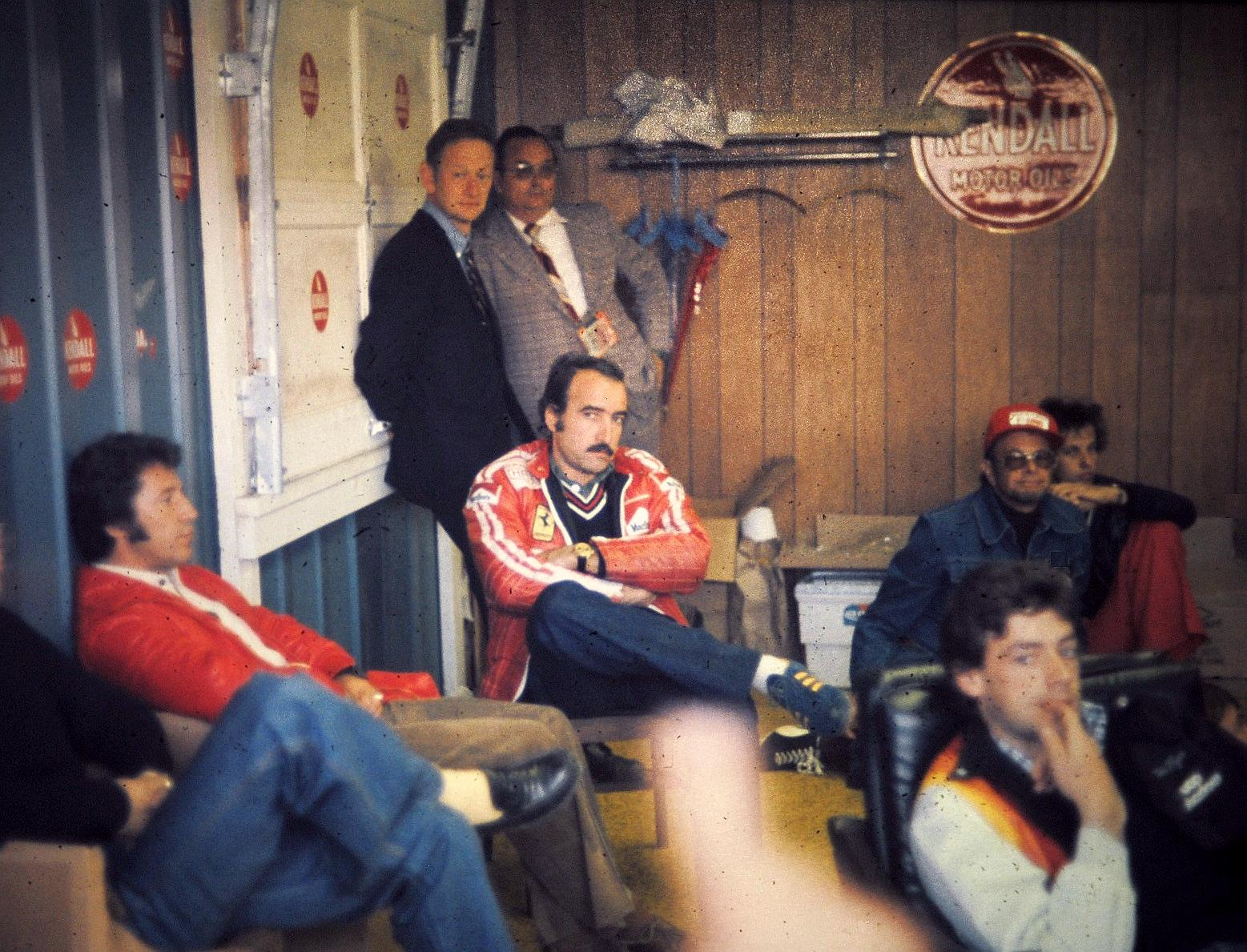
Clay Regazzoni au centre, lors du briefing du Grand Prix des États-Unis 1975, à Watkins Glen.

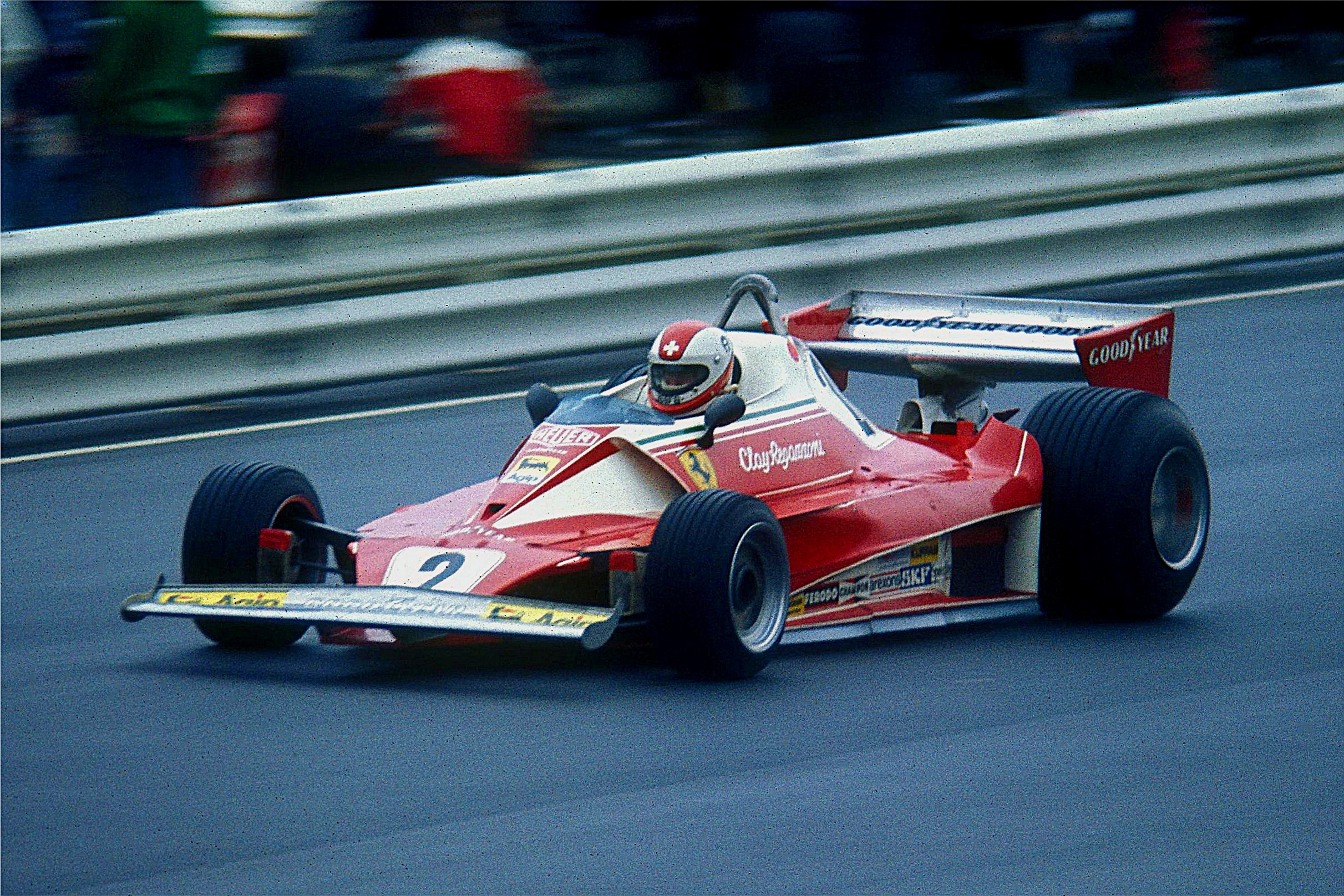
Clay Regazzoni en 1976 sur la Ferrari 312 T2.

Fin 1973, il est rappelé par la Scuderia Ferrari (évènement exceptionnel s'il en est) en pleine restructuration sous la houlette de son nouveau directeur sportif Luca di Montezemolo. Clay conseille à Ferrari de recruter comme second pilote Niki Lauda, son ex-coéquipier chez BRM. En 1974, malgré la rude concurrence interne de Lauda qui se révèle être un meneur d'hommes que n'est pas vraiment Clay, il réalise la plus belle saison de sa carrière, luttant pour le titre mondial jusqu'à l'ultime manche de la saison. Il doit finalement s'incliner face à Emerson Fittipaldi et se contenter du titre de vice-champion du monde.
Toujours chez Ferrari en 1975 et 1976, il ajoute deux nouvelles victoires à son palmarès, mais est le plus souvent relégué dans l'ombre de Lauda, et ne parvient pas à jouer un rôle au championnat du monde.

### Fin de carrière en demi-teinte

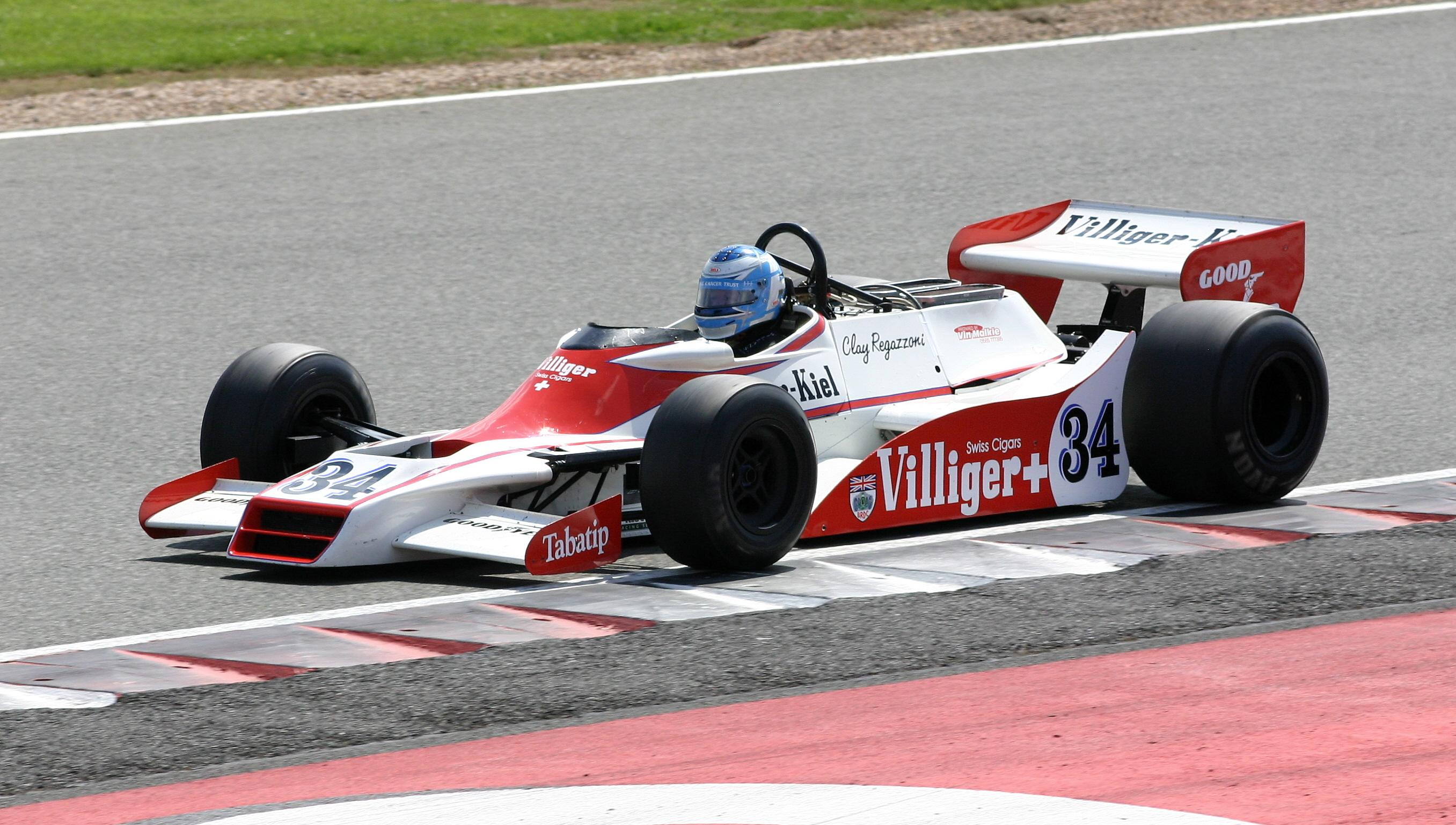
La Shadow DN9 de Clay Regazzoni en démonstration à Silverstone

Poussé dehors par Ferrari, qui lui reproche un certain manque d'implication ainsi que des performances un peu ternes et le remplace par Carlos Reutemann, il est contraint de rejoindre en 1977 la modeste écurie Ensign, après avoir refusé des propositions de Brabham et de McLaren (Clay était persuadé que Ferrari allait prolonger son contrat). Malgré une combativité rarement prise en défaut, il n'inscrit que 5 points et n'obtient guère plus de succès (4 points) en 1978 chez Shadow Racing Cars, une écurie qu'il rejoint au pire moment puisque plusieurs membres clés de l'équipe, dont le directeur technique Tony Southgate, sont partis fonder Arrows durant l'inter-saison. En 1979, à l'âge de 39 ans, il est recruté par la jeune équipe Williams à laquelle il offre sa toute première victoire en Grand Prix à Silverstone. « Cette victoire est la plus belle de ma carrière car acquise à 40 ans et parce que c'est un magnifique cadeau pour Frank » déclarera Clay. Mais ce succès ne parvient pas à faire oublier ses performances en retrait par rapport à son équipier Alan Jones et Williams ne lui renouvelle pas sa confiance et le remplace par Reutemann (à nouveau) pour la saison suivante.

### Le grave accident de Long Beach
En 1980, Regazzoni trouve à nouveau refuge chez Mo Nunn et son écurie Ensign mais sa carrière est brisée dès la quatrième manche de la saison, lors du Grand Prix des États-Unis Ouest, disputé sur le Circuit urbain de Long Beach en Californie. Au 51e tour, victime d'une défaillance de ses freins au bout de la longue ligne droite du circuit, il s'engouffre à 280 km/h dans une échappatoire où se trouve déjà immobilisée la Brabham de Ricardo Zunino. Après un premier choc avec la Brabham, l'Ensign percute avec une rare violence un muret de béton. Sérieusement touché à la colonne vertébrale, Regazzoni conserve toutefois une sensibilité dans ses jambes mais l'opération de stabilisation de la colonne réalisée dans la soirée échoue et Clay se réveille paraplégique, contraint de passer le restant de ses jours dans un fauteuil roulant.

### Une retraite active
Loin d'avoir perdu le goût du sport automobile à la suite de l'accident qui mit un terme à sa carrière en Formule 1, Clay continue à piloter épisodiquement en compétition jusqu'à la fin des années 1990 à bord de voitures spécialement aménagées avec « commandes tout au volant ». Regazzoni participe ainsi à plusieurs rallyes-raids comme le Paris-Dakar ou le Londres-Sydney, mais également à des épreuves sur circuit, telles les 12 Heures de Sebring en 1993, la seule restriction à sa participation étant le plus souvent l'interdiction de prendre part aux départs groupés. Au milieu des années 1990, la FIA avait refusé son engagement dans une manche du championnat international de voitures de sport.

### Décès
Clay Regazzoni a trouvé la mort le 15 décembre 2006 dans un accident de la circulation sur l'autoroute A1 Milan-Bologne, vers la jonction avec l'autoroute A15 Parme-La Spezia, lorsque son monospace Chrysler Voyager modifié pour être conduit par un paraplégique a heurté un camion qu'il dépassait avant de faire une embardée et d'aller se fracasser contre la glissière de sécurité. Tout laisse supposer que Regazzoni a eu un malaise et a perdu le contrôle de son véhicule. Les secours n'ont pu que constater le décès du Tessinois. L'accident n'a pas fait d'autre victime.

## Résultats en championnat du monde de Formule 1
- 132 Grands Prix de Formule 1.
- 5 victoires.
- 5 pole positions.
- 15 meilleurs tours en course.
- 209 points inscrits.
- Vice-champion du monde en 1974, derrière Emerson Fittipaldi.

| Saison | Écurie                          | Châssis      | Moteur          | Pneus     | GP disputés | Victoires | Pole positions | Meilleurs tours | Points inscrits | Classement |
| ------ | ------------------------------- | ------------ | --------------- | --------- | ----------- | --------- | -------------- | --------------- | --------------- | ---------- |
| 1970   | Scuderia Ferrari SpA SEFAC      | 312 B        | Ferrari Flat-12 | Firestone | 8           | 1         | 1              | 3               | 33              | 3e         |
| 1971   | Scuderia Ferrari SpA SEFAC      | 312 B 312 B2 | Ferrari Flat-12 | Firestone | 11          | 0         | 1              | 0               | 13              | 7e         |
| 1972   | Scuderia Ferrari SpA SEFAC      | 312 B2       | Ferrari Flat-12 | Firestone | 10          | 0         | 0              | 0               | 15              | 6e         |
| 1973   | Marlboro BRM                    | P160D P160E  | BRM V12         | Firestone | 14          | 0         | 1              | 0               | 2               | 18e        |
| 1974   | Scuderia Ferrari SpA SEFAC      | 312 B3       | Ferrari Flat-12 | Goodyear  | 15          | 1         | 1              | 3               | 52              | 2e         |
| 1975   | Scuderia Ferrari SpA SEFAC      | 312 B3 312 T | Ferrari Flat-12 | Goodyear  | 15          | 1         | 0              | 4               | 25              | 5e         |
| 1976   | Scuderia Ferrari SpA SEFAC      | 312 T 312 T2 | Ferrari Flat-12 | Goodyear  | 15          | 1         | 1              | 3               | 31              | 5e         |
| 1977   | Team Tissot Ensign with Castrol | N177         | Ford V8         | Goodyear  | 15          | 0         | 0              | 0               | 5               | 17e        |
| 1978   | Shadow Racing Cars              | DN8 DN9      | Ford V8         | Goodyear  | 11          | 0         | 0              | 0               | 4               | 16e        |
| 1979   | Albilad-Saudia Racing Team      | FW06 FW07    | Ford V8         | Goodyear  | 15          | 1         | 0              | 2               | 32              | 5e         |
| 1980   | Unipart Racing Team             | N180         | Ford V8         | Goodyear  | 4           | 0         | 0              | 0               | 0               | Nc         |

## Résultats en endurance
- 9 Heures de Kyalami 1971 et 1972 (Ferrari 312 PB)
- 1 000 kilomètres de Monza 1972 (Ferrari 312 PB)  
  - 2e des 1 000 kilomètres de Brands Hatch 1971 (Ferrari 312 PB)
  - 2e des 1 000 kilomètres de Buenos Aires 1972 (Ferrari 312 PB)
  - 2e des 1 000 kilomètres de Spa 1972 (Ferrari 312 PB)

### 24 heures du Mans
| Année | Équipe            | Voiture       | Équipiers       | Résultat |
| ----- | ----------------- | ------------- | --------------- | -------- |
| 1970  | Sefac Ferrari SpA | Ferrari 512 S | Arturo Merzario | Abandon  |

## Distinctions
- BP Racing Trophy (le piston doré de la presse spécialisée suisse) en 1970 et 1974[2].

### Au cinéma
- En 2013, il est incarné par Pierfrancesco Favino dans le film Rush de Ron Howard